# Крейн Брінтон
Брінтон (Brinton) Крейн Кларенс (2 лютого 1898, Вінстед — 7 вересня 1968, Кембридж) — американський історик, педагог, дослідник історії ідей.

## Біографія
Народився в м. Вінстед (Уінстед; шт. Коннектикут, США). Закінчив Гарвардський університет (1919). Отримав ступінь доктора філософії в Оксфордському університеті за працю «Rhodes Scolarship» (1923). Професор, викладач Гарвардського університету (1923–68). Автор численних наукових праць, у тому числі 15 монографій. Найвизначніші з них: «Історія цивілізації» (витримала 7 вид.) та «Анатомія революції» (1938, доповнене вид. 1958, 1992) про революції в Англії, Америці, Франції та Росії. Фрагменти останньої у формі реферату опубліковані українською мовою в ж. «Листи до приятелів» (1957, № 3, 4, 6, 7, 10). І.Лисяк-Рудницький виголосив свою рецензію на цю книгу як доповідь на засіданні Комісії з дослідів пореволюційної України та СРСР в УВАН (31 жовт. 1959, США) і надрукував її («Листи до приятелів», 1960, № 2), оскільки високо цінував теоретичні погляди Брінтона на історичний процес.

## Твори
- «The Political Ideas of the English Romanticists» (1926),
- «The Jacobins» (1930),
- «English Political Thought in the XIX century» (1933),
- «A Decade of Revolution, 1789—1799» (1934),
- «The Lives of Talleyrand» (1936),
- «The Anatomy of Revolution» (1938),
- «Nietzsche» (1941),
- «From Many, One» (1948),
- «Ideas and Men: The Story of Western Thought» (1950),
- «A History of Western Morals» (1959).

Помер у м. Кембридж (США).